# Jurković
Jurković je priimek v Sloveniji, ki ga je po podatkih Statističnega urada Republike Slovenije na dan 1. januarja 2010  uporabljalo 87 oseb.  

## Znani slovenski nosilci priimka
- Ivica Jurković (*1973), slovenski košarkar bosanskohercegovskega rodu
- Ljubo(mir) Jurković (1898—1982), prevajalec (hrvaško-slov.)
- Jelisaveta (Seta) Jurković (por. Mušič) (1930—2017), arhitektka, TV-scenografka
- Robert Jurković (*2002), slovenski košarkar

## Znani tuji nosilci priimka
- Beti Jurković (*1936), hrvaška pevka zabavne glasbe
- Ivan Jurković (1917—2014), hrvaški geolog, metalograf?, rektor Univerze v Zagrebu
- Ivan Jurković (*1961), hrvaški zgodovinar (Univerza v Puli)
- Janko Jurković (1827—1889), hrvaški pisatelj
- Marijan Jurković (1906—1966), hrvaški pisatelj, esejist in kritik
- Miljenko Jurković (*1958), hrvaški zgodovinar